# 绍恩多夫
绍恩多夫（德語：Schorndorf，發音：[ˈʃɔʁnˌdɔʁf] ⓘ）是德国巴登-符腾堡州斯图加特行政区雷姆斯-穆尔县的城市，面积56.83平方千米，2023年12月31日人口为40,614人。

## 人物
奔驰公司的创办人戈特利布·戴姆勒的出生于此。

## 友好城市
绍恩多夫与以下城市结为友好城市：
- 英国 貝里（1994年）
- 義大利 杜埃维莱（1998年）
- 西班牙 伦特里亚（2012年）
- 德国 卡拉（1991年）
- 奥地利 拉登泰因（1966年）
- 法國 蒂勒（1969年）
- 美国 塔斯卡卢萨（1996年）
- 乌克兰 斯维特洛沃茨克（2023年）